# Taourirt Ighil
Taourirt Ighil (em árabe: تاوريرت اغيل) é uma comuna localizada na província de Bugia, no norte da Argélia. Segundo o censo de 2008, a população total da cidade era de 6 653 habitantes.